# Filmfestival Cottbus

Logo des Festivals

Das FilmFestival Cottbus – Festival des osteuropäischen Films ist ein seit 1991 jährlich in Cottbus stattfindendes Filmfestival, dessen Schwerpunkt auf osteuropäischen Filmen liegt.
Zunächst wurden um 130 Spiel- und Kurzfilme aus über 30 Ländern in den städtischen Spielstätten Stadthalle Cottbus (Festivalzentrum), Weltspiegel Cottbus, Kammerbühne, Staatstheater Cottbus sowie Saal und Obenkino im Jugendkulturzentrum Glad-House vorgeführt. Feierlich eröffnet wird das Festival des osteuropäischen Films im Großen Haus des Staatstheaters.
In den 2010er-Jahren erweiterten die Organisatoren den Programmumfang des Festivals auf inzwischen fast 200 Filme. Neu hinzu kamen seitdem in Cottbus auch Spielstätten wie das Raumflugplanetarium, die Gedenkstätte Zuchthaus, das Alte Stadthaus, das Kunstmuseum Dieselkraftwerk, der Große Hörsaal der BTU Cottbus-Senftenberg sowie Satelliten-Spielstätten wie das Friedrich-Wolf-Theater in Eisenhüttenstadt, die Norwid-Bibliothek in Zielona Góra (Polen) oder das Kulturhaus in Zgorcelec (Polen).

## Geschichte
Das FilmFestival Cottbus – Festival des osteuropäischen Films findet seit 1991 jeweils im November eines Jahres statt und gibt einen umfassenden Überblick über die Spielfilmproduktionen des gesamten mittel- und osteuropäischen Raumes. Gegründet wurde es in der Nachwendezeit von Filmenthusiasten und Mitgliedern der Cottbuser und auch Berliner Filmclubbewegung. Diese Menschen befürchteten, dass mit der deutschen Wiedervereinigung osteuropäische Filme von den deutschen Leinwänden verschwinden würden, viele waren auch selbst betroffen, weil sie nicht wussten, wie es im (neuen) eigenen Land mit dem Filmemachen weitergehen würde. Anfangs von der Stadt Cottbus getragen, wird das Festival heute von einem kommerziellen Anbieter ausgerichtet. Geschäftsführer dieser Gesellschaft sind Doreen Goethe und Andreas Stein, die seit 2021 auch das Jüdische Filmfestival Berlin und Brandenburg veranstalten. Gegründet von Lutz Hattenbach, übernahm im Jahr 1996 Roland Rust die Position des künstlerischen Leiters und bekleidete diese Funktion (seit 2001 mit dem Titel Festivaldirektor) bis 2014. Seitdem ist Bernd Buder Programmdirektor des FilmFestival Cottbus.
Im Jahr 2007 listete das Branchenfachblatt Variety (USA) das FilmFestival Cottbus als „must-attend global event“ und eines von weltweit 50 „unmissable film festivals“. Der Bundesaußenminister Frank-Walter Steinmeier attestierte dem Festival im Jahr 2008, das wichtigste Filmfestival Deutschlands neben der Berlinale zu sein.
Ehrenpräsident des Festivals ist der ungarische Regisseur und Oscar-Preisträger István Szabó, Schirmherr ist der Ministerpräsident des Landes Brandenburg, Dietmar Woidke.

## Inhaltliche Ausrichtung

### Überblick
Das FilmFestival Cottbus zeichnet sich nicht nur durch den umfangreichen und aktuellen Überblick über das Filmschaffen Mittelost- und Osteuropas aus, sondern auch durch seine Nachwuchsförderung. Vom Balkan bis zum Baltikum, von Mitteleuropa bis nach Zentralasien – das FilmFestival Cottbus definiert Osteuropa geopolitisch und umfasst dabei die postsozialistischen Staaten Osteuropas einschließlich aller Nachfolgestaaten der ehemaligen UdSSR und Jugoslawiens. Seit 2019 gehören gemäß Reglement auch die Anrainerstaaten Türkei, Griechenland und Finnland zum Territorium des FFC. Im Zentrum der Festivals stehen die drei Wettbewerbe für den besten Spielfilm, den besten Kurzfilm sowie der U18 Wettbewerb Jugendfilm (seit 2010).
Des Weiteren gelangen in Cottbus Spielfilme und Kurzfilme in den Sektionen Spectrum, Specials, Heimat | Domownja | Domizna, Hits und Kids im Kino zur Aufführung. Seit einigen Jahren präsentiert das Festival in den Sektionen Russkiy Den sowie Polskie Horyzonty zusätzlich aktuelle Produktionen aus den größten Filmländern Osteuropas – Russland und Polen.
Das FilmFestival Cottbus setzt darüber hinaus jährliche thematische Schwerpunkte.

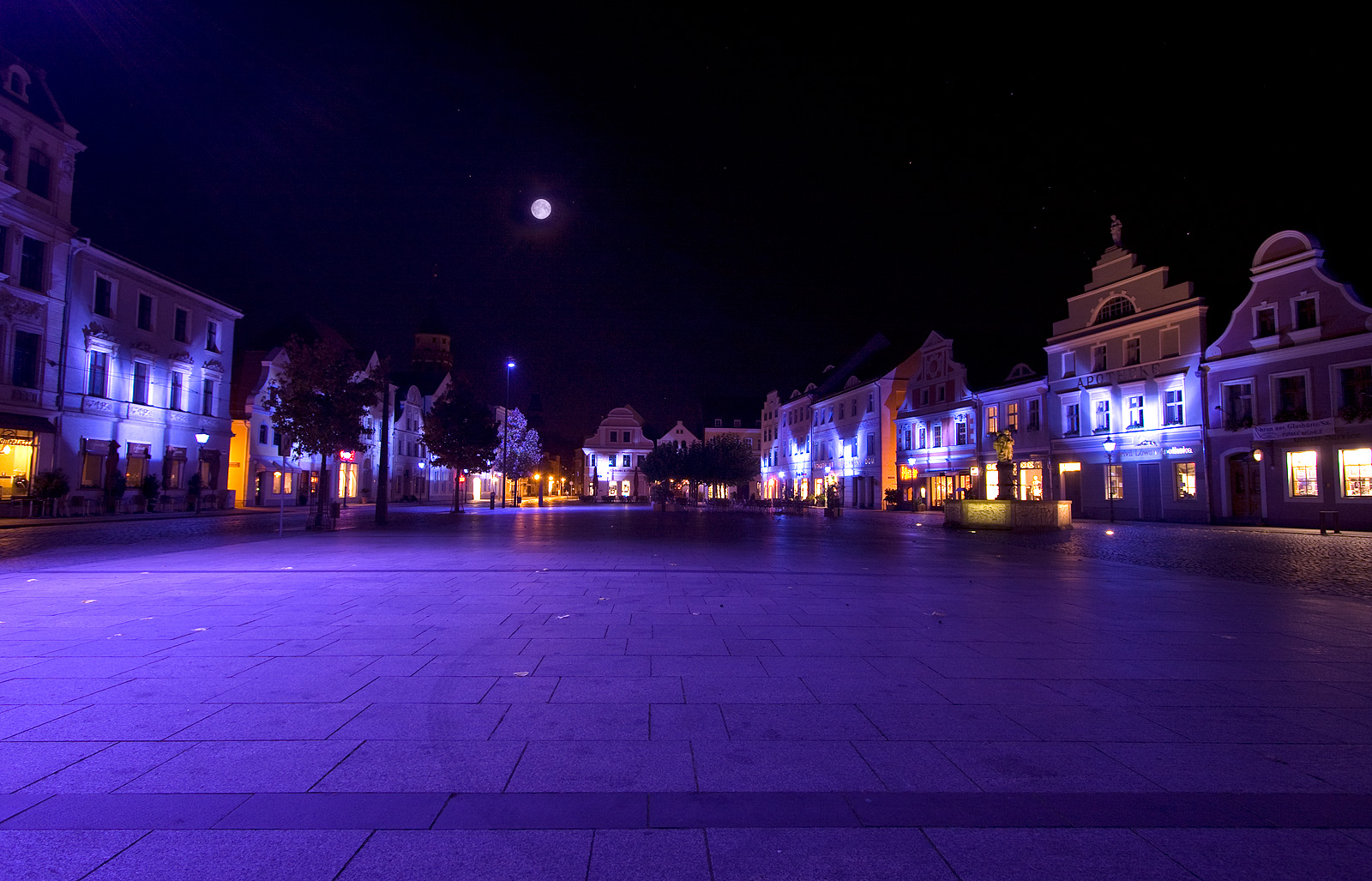
Blaue Glühbirnen beleuchten während des Filmfestivals den Cottbuser Altmarkt (2008)

Ergänzt wird das Filmprogramm durch ein abwechslungsreiches Rahmenprogramm. Lesungen, Ausstellungen und Konzerte sowie Workshops, Seminare, Panels und Filmtalks machen das Festival zu einem Forum der Begegnung und des Dialogs. Eine wichtige Rolle spielt dabei auch der Ost-West-Koproduktionsmarkt connecting cottbus, der Filmemacher, Produzenten und potenzielle Financiers zusammenbringt und somit vielversprechenden neuen Spielfilmprojekten den Weg ebnet.

### Wettbewerb Spielfilm
Zehn bis zwölf Spielfilme konkurrieren alljährlich in diesem Wettbewerb um die Preise und die gläserne Preisskulptur Lubina. Die Wettbewerbsbeiträge dürfen nicht älter sein als ein Jahr (produziert im laufenden Jahr oder im Vorjahr). Zudem besagt das Reglement des Festivals, dass es sich um deutsche Erstaufführungen sowie das maximal fünfte Werk eines Regisseurs handeln muss.

### Wettbewerb Kurzfilm
Eine eigene Plattform zur Entdeckung und Förderung des Filmnachwuchses bietet dieser Wettbewerb. Etwa zehn bis 15 Beiträge (mit einer Laufzeit von maximal 30 Minuten) werden in der traditionellen Langen Nacht der kurzen Filme präsentiert.

### U18 Wettbewerb Jugendfilm
Kino für den Nachwuchs und als grenzüberschreitendes Erlebnis: Der 2016 ins Leben gerufene Wettbewerb bietet die Möglichkeit, aktuelle Jugendfilme (neben Langmetrage [länger als 45 Minuten] auch mittellange Arbeiten) zu sehen. Eine Jury, die sich aus Schülern der beiden Partnerstädte Cottbus und Zielona Góra sowie dem Gymnazium Teplice zusammensetzt, entscheidet über den Hauptpreisträger.

### Specials
Der ganz besondere Film: Vorschauen, Tributes sowie Hommages an prominente Juroren finden hier ihr Publikum. Ebenso sind in dieser Sektion Produktionen, die durch Kooperationen mit nationalen und internationalen Festivals nach Cottbus kommen, zu entdecken.

### Spectrum
Diese Sektion lädt zu Entdeckungen abseits des Mainstream mit aktuellen Werken von Newcomern oder bereits etablierten Regisseuren sowie internationalen Ko-Produktionen – ein Ausblick auf die Trends von morgen.

### Heimat | Domownja | Domizna
Das regionale Programmfenster des Festivals beschäftigt sich mit Filmen aus und über die Region. Bei der inhaltlichen Auswahl konzentriert sich das Festival genauso auf Beiträge von und über die in der Lausitz beheimateten Sorben (Wenden) wie auf Filme von jungen Lausitzer Filmemachern und Filmen, die über die Lausitz bzw. in der Lausitz gedreht wurden.

### Hits
Produktionen, die in ihren Entstehungsländern kommerziell erfolgreich sind, im Ausland jedoch kaum bekannt, werden hier gezeigt. Die Sektion ist ein Publikumsmagnet – bei Zuschauern und Fachbesuchern gleichermaßen beliebt.

### Russkiy Den
Der Russische Tag steht ganz im Zeichen der produktivsten Filmszene Osteuropas: Kompakt an einem Festivaltag die Höhepunkte des Jahres aus Russland erleben, vom Genrefilm bis zu Arthouse, vom Kassenschlager bis zum Experiment.

### Polskie Horyzonty
Neues vom Nachbarn – cineastische Entdeckungen aus Polens vitaler Filmszene – werden präsentiert in Partnerschaft mit Nowe Horyzonty aus Breslau, dem größten und bedeutendsten Filmfestival des Landes.

### Kids im Kino
Jeder Festivaltag hält ein spezielles Filmangebot auch für die jüngsten Besucher bereit. Vom Kinderfilmklassiker bis hin zu aktuellen Produktionen führt das Programm Kinder an das Medium Film heran. Im Anschluss an die Vorführung wird zum medienpädagogischen Gespräch mit Filmschaffenden und Gästen geladen.

### Fokus (2002–2017)
Prägend für das Gesamtprofil des jeweiligen Festivaljahrgangs war der Fokus, der in jährlichem Wechsel ausgewählte filmische Regionen in einem breiteren Kontext darstellte. Nachdem sich das FilmFestival Cottbus zunächst mit einzelnen Filmländern und später bereits vor ihrem Beitritt mit den EU-Neulingen Polen (2002), Tschechien (2004), Ungarn (2005) sowie Rumänien und Bulgarien (2006) beschäftigte, standen seit dem Jahr 2007 Kulturräume im Mittelpunkt des Interesses (2007: Adria, 2008: Baltikum sowie 2009: Schwarzmeerraum). Zur Jubiläumsausgabe verließ das Festival im Jahr 2010 erstmals „sein“ Territorium und begab sich unter dem Fokus-Titel globalEAST auf die Spurensuche nach den Einflüssen Osteuropas im weltweiten Filmschaffen. Der Erfolg dieses Fokus führte zu einer Etablierung von globalEAST als eigenständige Programmsektion des Festivals (2010–2015).
In den Folgejahren beschäftigte sich das FilmFestival Cottbus in der Filmreihe Fokus unter dem Motto Osteuropa der Vielfalt erneut mit grenzüberschreitenden Kulturräumen bzw. Themen in Osteuropa. Im Jahr 2011 beginnend mit Osteuropa der Regionen – im Vorgriff auf die Fußball-Europameisterschaften 2012 konzentrierte man sich vorrangig auf Polen und die Ukraine –, beschäftigte sich der Fokus 2012 mit „Osteuropa der Religionen“ und im Jahr 2013 unter dem Titel Osteuropa der Kulturen mit Themen der Sinti und Roma. Der inhaltliche Schwerpunkt im Jahr 2014 trug den Titel queerEAST und setzte sich filmisch mit dem Thema Homosexualität in Osteuropa auseinander. 2015 standen die Niederlande im Fokus – Anlass dafür bot das konstant wichtige Engagement niederländischer Filmproduzenten als Partner für osteuropäische Filmprojekte und die damit verbundenen inhaltlichen Querverweise zwischen den Niederlanden und Osteuropa. 2016 widmete sich der Fokus Kuba. 2017 kam die Filmreihe mit Vietnam zum Abschluss.

### GlobalEast (2010–2015)
Die zum 20. Festivaljubiläum im Jahr 2010 ins Leben gerufene Filmreihe globalEAST verfolgte die vielfältigen Einflüsse und Wechselwirkungen Osteuropas im zeitgenössischen Kino der Welt. Die transkontinentale Spurensuche führte 2010 von „Brasilien bis Bollywood“, 2011 von „New York über Dubai“, 2012 von der „Iberischen Halbinsel bis ins ferne Lateinamerika und in die Karibik“, 2013 nach „Australien und Neuseeland“, 2014 zu den „filmischen Verbindungen zwischen Italien und Osteuropa“ und 2015 in die Niederlande.

### Lausitzer FilmSchau
Den traditionellen Auftakt der Festivalwoche bildet alljährlich am Montagabend der regionale Kurzfilmwettbewerb Lausitzer FilmSchau, eine Plattform für ambitionierte Amateure und semi-professionelle Filmemacher aus der Nieder- und Oberlausitz. Die besten Kurzfilme werden mit dem Hauptpreis sowie dem Sonderpreis der Stiftung für das sorbische Volk ausgezeichnet. Zudem vergibt das Publikum einen Preis an seinen Favoriten.

## Preise
Als Hauptpreis wird von den internationalen Festivaljuries seit dem Jahr 2003 die Lubina (sorbisch: „die Liebreizende“) vergeben, eine dreifarbige Skulptur aus Glas der Lausitzer Künstlerin Beate Bolender. Mit der Preisskulptur betont das Festival einerseits seine Verankerung in der Region und andererseits seinen besonderen Charakter als bedeutendstes Festival des osteuropäischen Films.
Die Lubina, jede ein Unikat, wird ausschließlich an die Gewinner folgender vier Preise aus dem Wettbewerb Spielfilm verliehen:
- Hauptpreis für den besten Film,
- Spezialpreis für die beste Regie,
- Preis für eine herausragende darstellerische Leistung

Kleinere Ausführungen der Lubina gibt es seit 2020 auch für den besten Jugendfilm sowie den Hauptpreis und Spezialpreis im Wettbewerb Kurzfilm. Unregelmäßig verliehen wird die Ehren-Lubina zudem für die Verdienste in der Entwicklung des FilmFestival Cottbus (bisher u. a. an Ehrenpräsident und Oscar-Preisträger Istvan Szabó und Kuratoriumsvorsitzenden Bernd Schiphorst).
Der Hauptpreis für den besten Film ist mit 25.000 Euro dotiert, gestiftet von der Gesellschaft zur Wahrnehmung von Film- und Fernsehrechten mbH mit Sitz in München, und geht zu gleichen Teilen an den Regisseur und den Filmproduzenten des Films. Darüber hinaus werden jährlich weitere Preise wie der DIALOG- und Debütpreis sowie der FIPRESCI-Preis und der Preis der Ökumenischen Jury verliehen. Der Gesamtwert aller vergebenen Preise liegt bei über 75.000 Euro. Von 1991 bis 2002 wurde hier auch der Findlingspreis des Interessenverbandes Filmkommunikation vergeben.

## Prominente Gäste
Für viele mittel- und osteuropäische Regisseure führte der Weg zum Ruhm über das Cottbuser Festival. Darunter inzwischen namhafte Filmemacher wie Cristian Mungiu (RO), Jan Cvitkovič (SLO), Jan Svěrák (CZ), Oleg Novković (SRB), Bohdan Sláma (CZ) und Jan Hřebejk (CZ). Zu den prominentesten Gästen in der bisherigen Festivalhistorie gehörten neben István Szabó zweifellos Krzysztof Zanussi (PL), Jiri Menzel (CZ), Tschingis Aitmatow (KGS), Andreas Dresen (D), Allan Starski (PL), Yolande Zauberman (F), Oana Pellea (ROM), Katja Flint (D), Andreji Plachow (RUS), Katarzyna Figura (PL), Cedomir Kolar (F), Christine Schorn (D), Jean-Marc Barr (F), Rolf Hoppe (D), Itzhak und Samuel Fintzi (BG), Wladimir Kaminer (RUS/D), Anna Thalbach (D), Anica Dobra (SRB), Sylvia Kristel (NL), Nana Djordjadze (GE), der Produzent Alexander Rodnyansky (RUS) sowie die jungen deutschen Schauspieler Robert Stadlober, Jacob Matschenz und Tobias Schenke.

## Preisträger des Hauptpreises für den besten Film
| - 1991: Meteo von András Mész Monory - 1992: Maltschanieto (Das Schweigen) von Krassimir Krumow und Rahu tänav (Die Straße des Friedens) von Roman Baskin - 1993: Vsetko co mam rad (Alles, was ich mag) von Martin Šulík - 1994: Jańcio Wodnik (Janico, der Wassermann) von Jan Jakub Kolski - 1995: Der Garten (Záhrada) von Martin Šulík - 1996: Bolse Vita (Bolsche Vita) von Ibolya Fekete - 1997: Kako je poceo rat na mom otokov (Wie der Krieg auf meine Insel kam) von Vinko Brešan - 1998: Beschkempir (Beschkempir – Der fremde Sohn) von Aktan Abdykalykow - 1999: V Leru (Müssiggang) von Janez Burger - 2000: Lost Killers von Dito Tsintsadze - 2001: Slogans von Gjergi Xhuvani - 2002: Wilde Bienen (Divoké včely) von Bohdan Sláma - 2003: Babusja (Granny) von Lidija Bobrowa - 2004: Schizo von Gülschat Omarowa - 2005: Od groba do groba (Von Grab zu Grab) von Jan Cvitkovič - 2006: Sutra ujutru (Morgen in der Früh) von Oleg Novković - 2007: Rassledwane (Die Untersuchung) von Iglika Trifonowa | - 2008: Plennyy (Gefangen) von Alexei Utschitel - 2009: Ordinary People von Vladimir Perišić - 2010: White White World von Oleg Novković - 2011: Portret v Sumerkakh (Porträt im Zwielicht) von Angelina Nikonowa - 2012: Dzień Kobiet (Frauentag) von Maria Sadowska - 2013: Der Geograf, der den Globus austrank von Aleksander Weledinski - 2014: Klass Korrektsii (Corrections Class) von Iwan Twerdowski - 2015: Zvizdan (Mittagssonne) von Dalibor Matanić - 2016: Zoologiya (Zoologie) von Iwan Twerdowski - 2017: Dzikie róże (Wilde Rosen) von Anna Jadowska - 2018: Ayka von Sergei Dworzewoi - 2019: Sestra (Schwester) von Swetla Zozorkowa - 2020: Conference von Iwan Twerdowski - 2021: Cenzorka – 107 Mothers von Peter Kerekes |

## connecting cottbus
connecting cottbus ist ein Ost-West-Koproduktionsmarkt für Produzenten-Autoren-Regisseur-Teams, die Partner für die Realisierung ihrer neuen Spielfilmprojekte suchen. Eine Jury wählt die Stoffe aus, die einem Fachpublikum aus erfahrenen Produzenten, Einkäufern und Finanziers präsentiert werden. In Diskussionen und Fallstudien werden aktuelle Einblicke in die Produktionslandschaft der Ost- und Mitteleuropäischen Länder geboten.